# 哈利亚拉 (市镇)
哈利亚拉是爱沙尼亚西維魯縣的一个乡村型市镇。距首都塔林约80公里，行政中心为沃苏。面积为549平方公里，人口数量为4350人（2021年）。

## 行政管理
2017年爱沙尼亚行政改革后，原哈利亚拉市镇和维胡拉市镇合并成新的哈利亚拉市镇。
新的市镇包括两个小镇和72个村庄。